# Harpers Ferry (Iowa)
Harpers Ferry é uma cidade localizada no estado americano de Iowa, no Condado de Allamakee.

## Demografia
Segundo o censo americano de 2000, a sua população era de 330 habitantes.
Em 2006, foi estimada uma população de 317, um decréscimo de 13 (-3.9%).

## Geografia
De acordo com o United States Census Bureau tem uma área de
1,6 km², dos quais 1,6 km² cobertos por terra e 0,0 km² cobertos por água. Harpers Ferry localiza-se a aproximadamente 197 m acima do nível do mar.

## Localidades na vizinhança
O diagrama seguinte representa as localidades num raio de 20 km ao redor de Harpers Ferry.